# إدوارد جوزيف غاردنر
إدوارد جوزيف غاردنر (بالإنجليزية: Edward Joseph Gardner)‏ هو سياسي أمريكي، ولد في 7 أغسطس 1898 في هاملتن في الولايات المتحدة، وتوفي بنفس المكان في 7 ديسمبر 1950. حزبياً، نشط في الحزب الديمقراطي. وقد انتخب عضو مجلس نواب أوهايو وانتخب عضو مجلس النواب الأمريكي.